# Чепа, Адриан Иванович
Адриан Иванович Чепа (1760-е, Полтавская губерния — около 1820) — историк, собиратель письменных памятников по истории Малороссии.

## Биография
Сведения о нём очень скудны. Был хорошо образованным. Начал службу в Роменском земском суде; в 1779—1799 гг. служил в канцелярии правителя Малороссии П. Румянцева в чине коллежского канцеляриста. Оставив службу, поселился в с. Чепурковке Пирятинского уезда.
Интересовался прошлым Малороссии и всю жизнь собирал для неё материалы. 14 больших сборников этих материалов он передал Я. М. Марковичу, писавшему сочинение о Малороссии. После смерти Марковича бумаги были затеряны, и только два сборника были найдены Чепой.
В Российской национальной библиотеке хранится ряд книг из библиотеки А. И. Чепы.
- Геллет Т. С. Гузаратския султанши или Сны неспящих людей : Могольския скаски : в 4-х т / Пер. с франц. [И. А.Тейльса]. — 3-е тисн. — М.: Тип. Комп. типографич., 1788. — 147+138+151+140 с.
- О полезных искуствах и художествах для садов. — СПб.: [Тип. Арт. и инж. кадет. корпуса], 1779. — 156 с.
- Помей Ф. А. Храм всеобщаго баснословия, или Баснословная история о богах египетских, еллинских, латинских и других, : в 3-х ч.: Заключающая в себе: 1) каждаго бога изображение, родословие, дела, различныя названия, вещи посвященныя, жертвоприношения, обряды, бывающия при оных, празднества и проч. 2) смысл каждыя басни, какой подразумевали баснословы = Pantheum mythicum, seu Fabulosa deorum historia… / Пер. с лат. И. В[иноградова]. — М.: Тип. И.Лопухина, 1785. — 144+107+132 с.
- Пуфендорф С. Введение в историю знатнейших европейских государств : С примечаниями и политическими разсуждениями : в 2-х ч / Пер. с нем. Б. Волкова. — СПб.: При Имп. Акад. наук, 1767—1777. — 661+623 с. — 2433+2445 экз.
- Родословная книга князей и дворян российских и выезжих : в 2-х ч. : Содержащая в себе: 1). Родословную книгу, собранную и сочиненную в Розряде при царе Феодоре Алексеевиче и по временам дополняемую, и которая известна под названием Бархатной книги; 2). Роспись алфавитную тем фамилиям, от которых родословныя росписи в Розряд поданы, с показанием, откуду те роды произошли, или выехали, или о которых известия нет; также, какие роды от тех родов произошли, по каким случаям названия свои приняли, и наконец под какими N те родословныя находятся в Розрядном архиве; 3). Роспись, в которой выезжие роды показаны все вместе по местам их выезда, и 4). Роспись алфавитную, служащую вместо оглавления, в которой показаны все фамилии, содержащияся в обеих частях сея книги, число которых простирается до 930; : Изданная по самовернейшим спискам. — М.: Унив. тип., у Н.Новикова, 1787. — 352+453 с.
- Словарь коммерческий, содержащий познание о товарах всех стран, и названиях вещей главных и новейших, относящихся до коммерции, также до домостроительства, познание художеств, рукоделий, фабрик, рудных дел, красок, пряных зелий, трав, дорогих камней и проч. : в 7-ми ч. / Пер. с франц. В. Левшина. — М.: Тип. Комп. типогр., 1787—1792. — 468+496+574+468+478+416+500 с.

По просьбе генерал-губернатора князя Н. Г. Репнина предоставил свои материалы Бантыш-Каменскому, писавшему историю Малороссии. Состоял в переписке со многими лицами того времени, которые посвящали свой труд собиранию материалов о Малороссии и писавших о ней — Марковичем, Полетикой, Берлинским и др. (часть писем опубликована).
По просьбе полтавского губернского предводителя В. И. Чарныша составил записку о малороссийских чинах, имеющих право на дворянство.

### Избранные труды
- Чепа А. И. Записка о малороссийских чинах (1809) // Киевская старина. — 1897. — № 4, Додаток. — С. 23—32; № 5, Додаток. — С. 33—39.